# Пеннант, Касс
Кэрол «Касс» Пеннант (англ. Carol «Cass» Pennant, род. 6 марта 1958 года в Донкастере, Саут-Йоркшир) — английский писатель и бывший футбольный хулиган. Один из лидеров-основателей «Inter City Firm» (англ. ICF), первый кто отсидел достаточно большой срок (3 года) за организацию массовых беспорядков.

## Биография
Мать Пеннанта эмигрировала из Ямайки в Англию, когда она была беременна, и он родился в Донкастере в марте 1958 года. Через шесть недель после рождения ребёнок был брошен и помещён в приют en:Barnardo's. Вскоре Пеннант был усыновлен пожилой белой семьёй в Слейд-Грин в Кенте. В новом для себя месте чёрный ребёнок столкнулся с нередкими проявлениями расизма в школе и на улице. Ситуацию усугубило то, что биологическая мать Пеннанта окрестила его Кэрол, распространённое имя для мальчиков в Вест-Индии, но неслыханное как имя мальчика в Англии. После того как Пеннант увидел бой боксёра Кассиуса Клея (Мохаммед Али) против Генри Купера он принял имя Касс.
В 1970-х годах Пеннант был членом и лидером хулиганской футбольной группировки Inter City Firm, состоящей из фанатов английского футбольного клуба «Вест Хэм Юнайтед». Впоследствии он был приговорён к трем годам тюрьмы, став первым футбольным хулиганом, осуждённым за организацию массовых беспорядков. После второго срока в тюрьме Касс стал работать вышибалой в ночных клубах Лондона. Однажды ночью, когда Пеннант отказался впустить кого-то в ночной клуб в Южном Лондоне, в него трижды выстрелили из пистолета, но он выжил.
Впервые Пеннант начал писать автобиографию, будучи в тюрьме. Он писал на книгах, которые были даны ему в английском классе, и поэтому они были у него изъяты. Во второй раз он попал в тюрьму и начал снова, но на этот раз отправил книги контрабандой, и это было началом его автобиографии «Касс», которая была опубликована в 2002 году.

## Работа в кино и телевидении
В 2002 году Пеннант появился на en:Channel 4 в документальной телепередаче англ. Football's Fight Club о футбольном хулиганстве 1970-х годов. Он был консультантом на телевидении в таких программах, как англ. The Real Football Factories и англ. The Real Football Factories International. Также Касс работал в качестве консультанта и сыграл эпизодическую роль сотрудника полиции в 2005 году в драме о футбольных хулиганах «Хулиганы Зелёной улицы».
В 2006 году режиссёр Лиам Гэлвин (англ. Liam Galvin) снял документальный фильм о Пеннанте «англ. Cass Pennant — Enough Said (Gangster Videos)». В 2008 году режиссёр и продюсер Джон С. Бейрд (англ. Jon S. Baird) экранизировал автобиографию Пеннанта, сняв фильм «Касс». В главной роли снялся Нонсо Анози (англ. Nonso Anozie), а сам Пеннант сыграл эпизодическую роль вышибалы по имени Бигс. В 2010 году Касс сыграл главную роль в фильме «Сука убийца» (англ. Killer Bitch).